# Phat Thai
Phat Thai oder Pad Thai (Thai: ผัดไทย RTGS phat thai, ⓘ „thailändisches pfannengerührtes Gericht“) ist ein traditionelles Nudelgericht der thailändischen Küche. Es besteht hauptsächlich aus Reisbandnudeln (Kuai Tiao – ก๋วยเตี๋ยว), hinzu kommen verquirlte Eier, Fischsauce (Nam Pla, น้ำปลา), Tamarindenpaste, gehackte Knoblauchzehen, Chilipulver, Mungbohnensprossen. Je nach Rezeptur verwendet man gern dabei Tofu und wahlweise Fleisch oder Meeresfrüchte, wie beispielsweise kleine frische oder getrocknete Krabben. Garniert wird das Gericht mit zerstoßenen Erdnüssen und Korianderblättern, Limette, Frühlingszwiebeln, manchmal auch mit einem Stück Bananenblüte. Zusätzlich kann man mit verschiedenen Gewürzen (Chilipulver, sauer eingelegten Chillistücken, Fischsauce und Zucker), die in kleinen Schälchen auf jedem Tisch stehen, je nach Geschmack nachwürzen.

## Geschichte
Der Ministerpräsident Luang Phibul Songkhram, kurz Phibun, erklärte Phat Thai während des Zweiten Weltkrieges zum Nationalgericht, zu einer Zeit, als Thailand vor einer Budget- und nationalen Identitätskrise stand. Thailand, das historisch bis 1939 noch Siam hieß, geriet nach dem Militärputsch 1933 zunehmend politisch unter Druck, da nach und nach Anrainerstaaten Thailands zu Kolonien europäischer Kolonialmächte wurden und Japans Rohstoffhunger nach territorialer Expansion in Asien strebte. Um der Krise Herr zu werden und den Reiskonsum zu verringern, förderte der autoritär regierende Phibun die Popularität des Nudelgerichts, da zur Herstellung von Reismehl für Reisnudeln neben ganzen auch gebrochene Reiskörner verwendet werden konnten. Andererseits sollte das Nudelgericht durch die Kampagne „Nudel soll Euer Mittagsessen sein“ – englisch Noodle is Your Lunch – eine neue gemeinsame Identität für das junge Thailand stiften, obwohl damals noch niemand dieses Nationalgericht mit dem heutigen Namen „Phat Thai“ nannte, denn das „junge Gericht“ hat ursprünglich chinesische Wurzeln und kam schon lange vorher als Kulturexport durch chinesische Einwanderer aus der südchinesischen Hokkien-Sprachregion ins Land.

Verschiedene Phat Thai – ผัดไทย
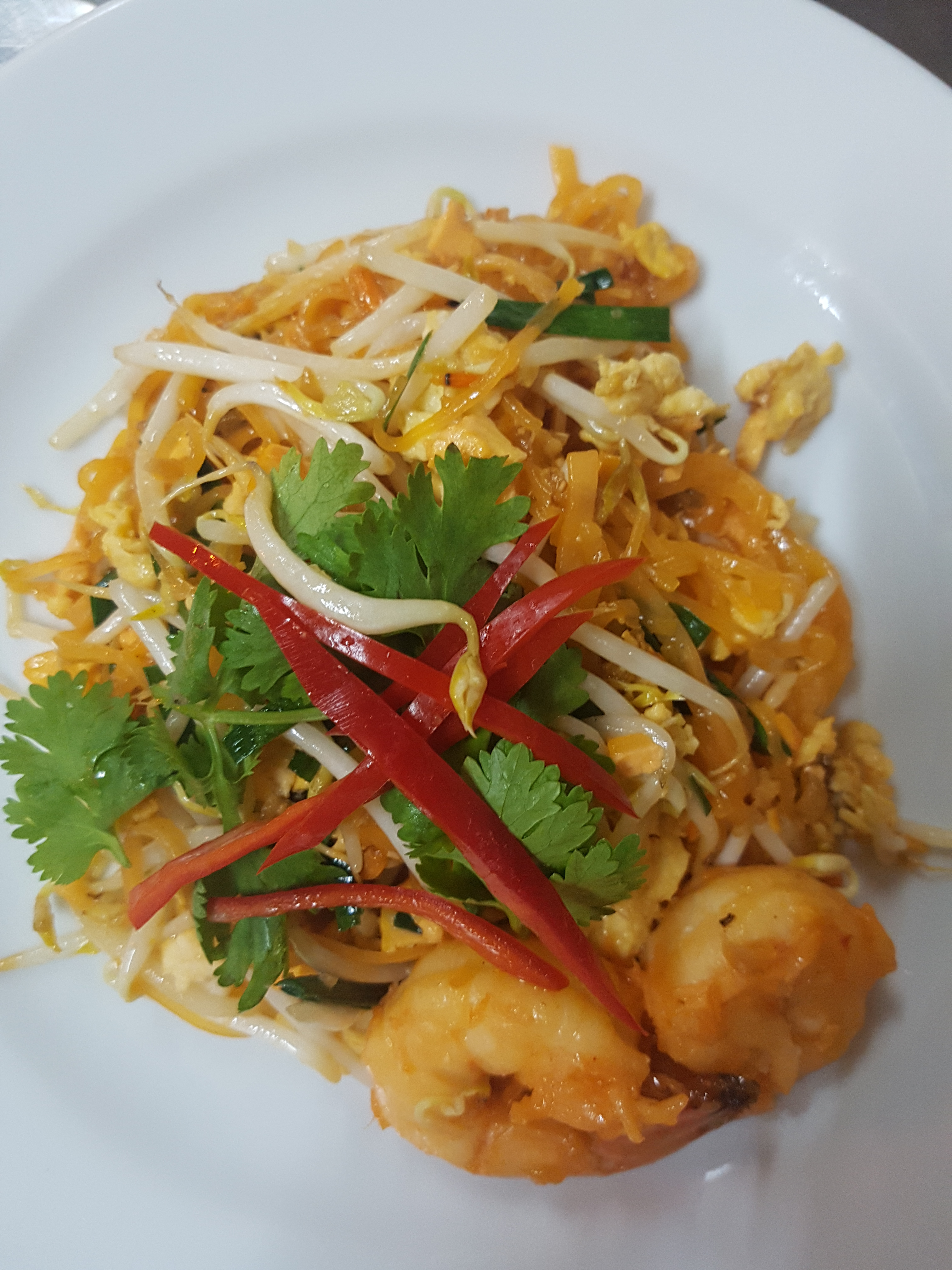
Mit Garnelen, Bangkok 2017
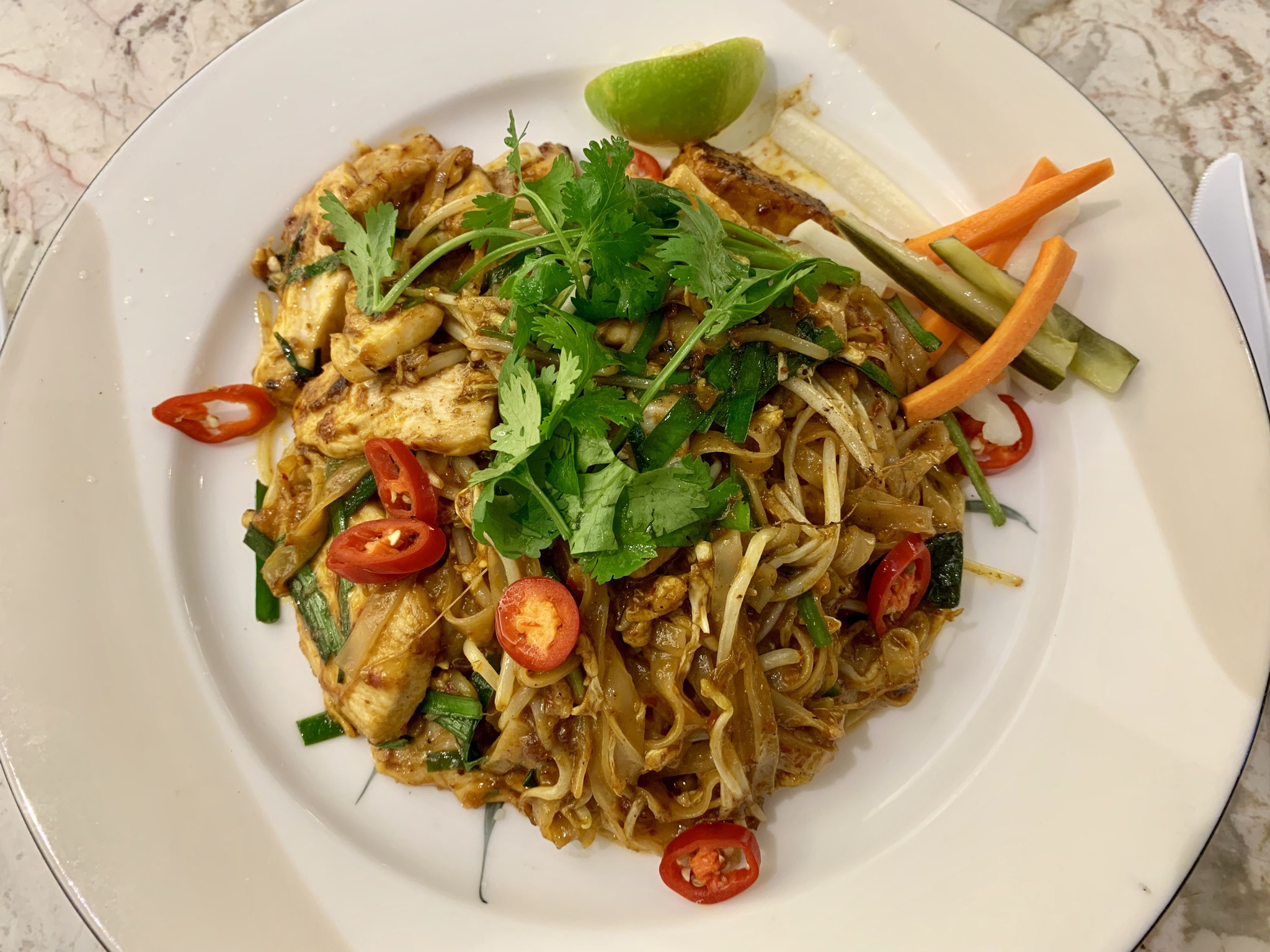
Mit Hühnchenfleisch, Brisbane, 2019
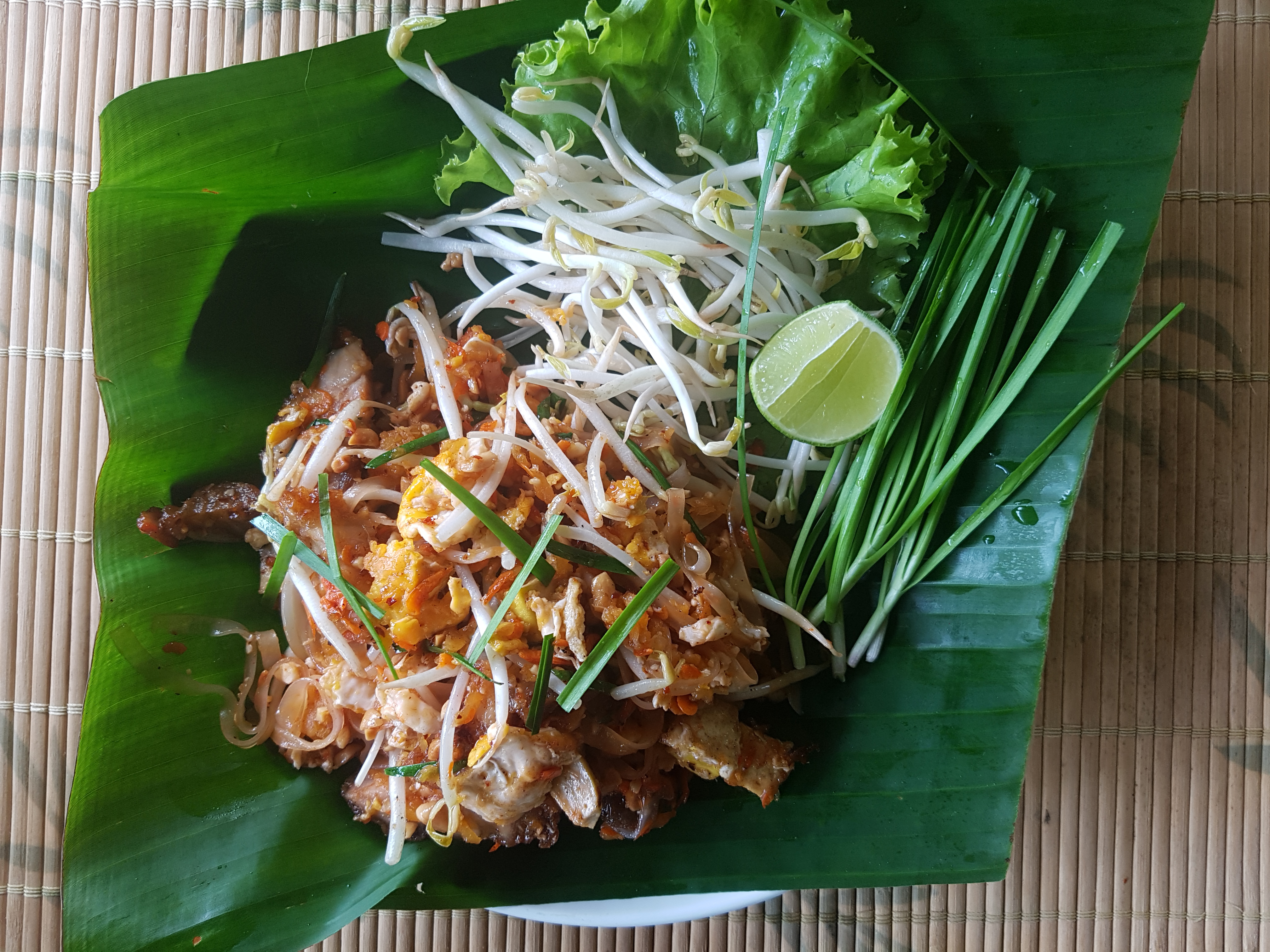
Mit Schweinefleisch, Chiang Rai 2017
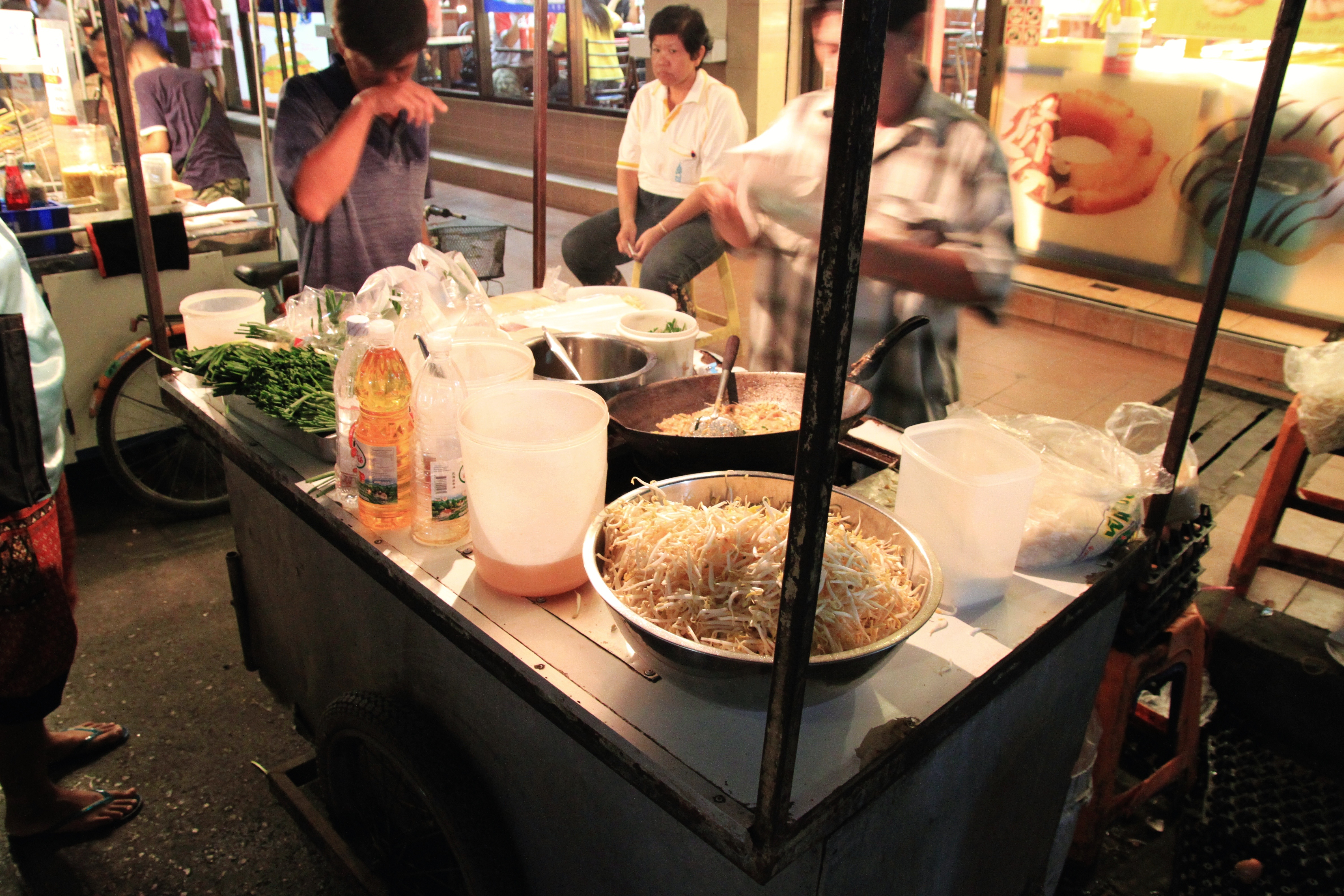
Phat Thai – in einer Garküche, Lop Buri 2013
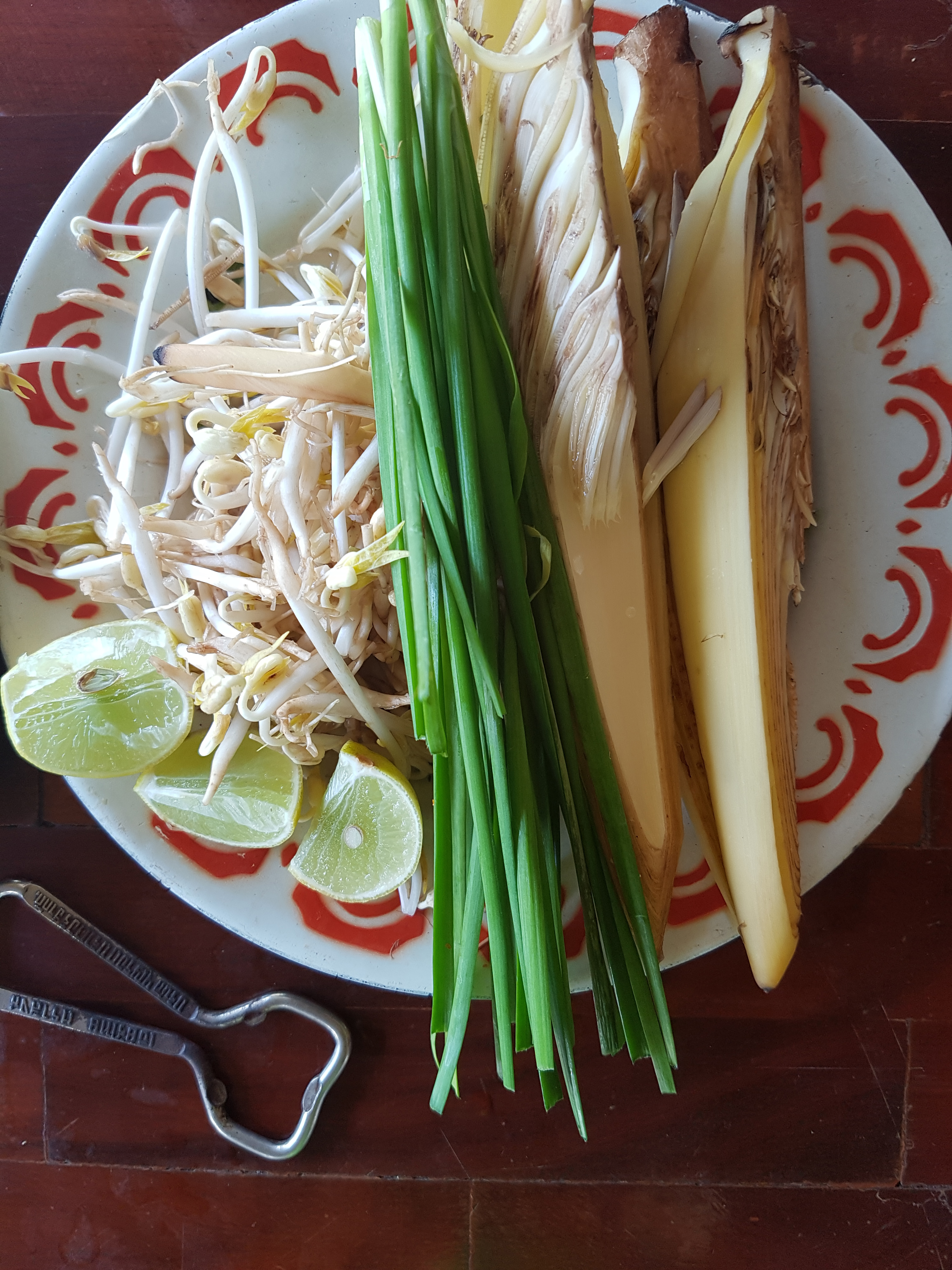
Zutatenteller für Phat Thai, 2017
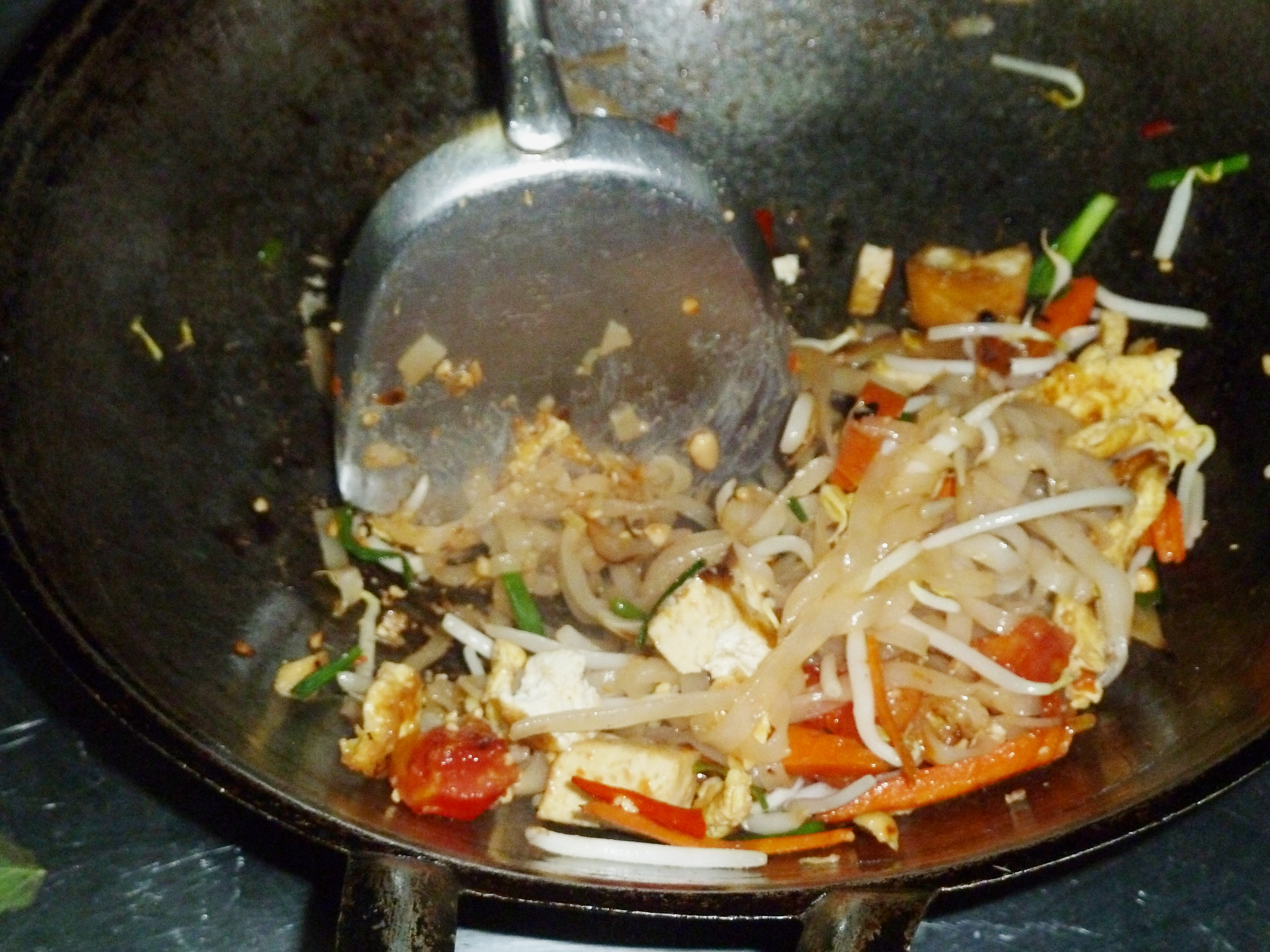
Pad Thai-Zubereitung im Wok, Bangkok 2006